# Копальня

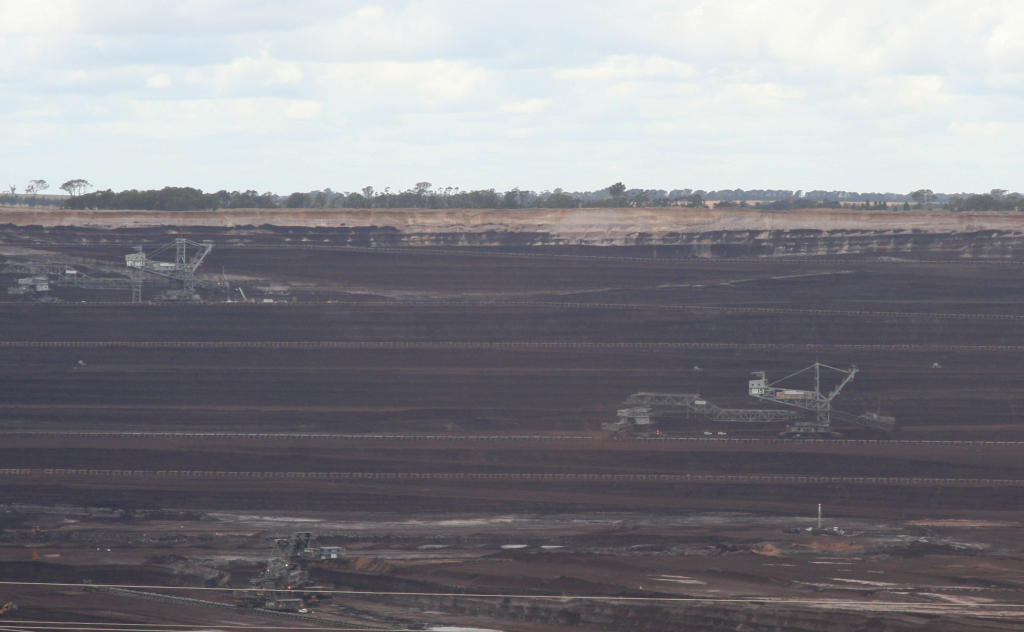
Копальня (кар'єр) Лой-Янг з видобування бурого вугілля у басейні Латроб-Веллі в Австралії

Копа́льня — місце видобування рудних та нерудних корисних копалин підземним або відкритим способом, гірничодобувне підприємство.

## Види копалень
- Шахта — гірниче підприємство з видобування корисних копалин підземним способом, як правило — вугілля.
  - Рудник — гірниче підприємство (шахта), що видобуває рудні та нерудні корисні копалини підземним способом.
- Кар'єр — сукупність відкритих гірничих виробок, призначених для розробки родовища корисних копалин відкритим способом.
  - Вугільний розріз — гірниче підприємство з видобутку вугілля відкритим способом.